# 55 Cancri d
55 Cancri d (abreviado 55 Cnc d) é um planeta extrassolar em uma órbita de longo período ao redor da estrela parecida com o Sol, 55 Cancri A. Localizado a uma distância similar à de Júpiter em relação ao Sol, este planeta é o quinto e mais externo conhecido deste sistema planetário. 55 Cancri d foi descoberto em 13 de junho de 2002.

## Descoberta
Tal como a maioria dos planetas extrassolares conhecidos, 55 Cancri d foi descoberto através da detecção de mudanças na velocidade radial de sua estrela-mãe. Isto foi possível através de medições sensíveis do efeito Doppler no espectro da estrela. Na época da descoberta, já se sabia que 55 Cancri A possuía ao menos um planeta (55 Cancri b), no entanto, permanecia um desvio nas medições da velocidade radial provocado por outro corpo celeste.
Em 2002, medições adicionais revelaram a existência de um planeta de longo período orbitando a estrela a uma distância aproximada de 5 UA. As mesmas medições indicaram a presença de outro planeta mais interior, denominado 55 Cancri c.

## Órbita e massa

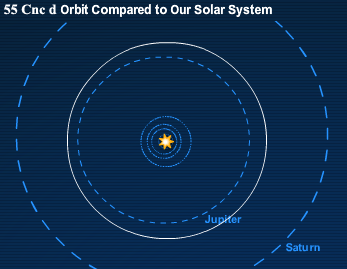
A órbita de 55 Cnc d seria mais externa que a órbita de Júpiter, a 5.2 UA.

Quando 55 Cancri d foi descoberto, acreditava-se que este planeta se situava numa órbita pouco excêntrica, tal como Júpiter em nosso sistema, apesar de os elementos orbitais não terem sido bem determinados. Na medida em que dados mais detalhados eram sendo coletados, o melhor modelo orbital para este planeta se mostrou ser uma órbita muito excêntrica, mais que qualquer planeta do sistema solar (incluindo Plutão). Em 2008, após a observação completa deste planeta, sua órbita real foi revelada, indicando que, tal como se supunha originalmente, a órbita cujo período se completa em 14 anos era de fato quase circular, localizada a aproximadamente 5.77 UA de sua estrela-mãe.
Uma limitação do método da velocidade radial utilizado na detecção de 55 Cancri d é que apenas o limite inferior da massa planetária pode ser obtido. No caso de 55 Cancri d, este limite mínimo era 3.835 vezes a massa de Júpiter. Em 2004, medições  astrométricas dos intrumentos Fine Guidance Sensors a bordo do Telescópio Espacial Hubble sugeriram que a órbita deste planeta é inclinada em 53° em relação ao plano celeste. Se esta medição se confirmar, a massa real do planeta seria 25% maior que o atual limite mínimo, chegando a 4.8 massas de Júpiter.

## Características
Devido à grande massa deste planeta, supõe-se que ele seja um gigante gasoso com uma superfície sólida. Como a sua detecção foi indireta, parâmetros como o raio, a composição, e a temperatura permanecem desconhecidos.
Supondo-se que a composição de 55 Cancri d seja similar à de Júpiter e que a atmosfera do planeta esteja próxima do equilíbrio químico, prevê-se que a superfície de 55 Cancri d seja envolvida por uma camada de nuvens de água: o calor interno do planeta provavelmente o mantém quente demais para que as nuvens de amônia típicas de Júpiter se formem. É provável que sua gravidade superficial seja 4 vezes mais forte que a de Júpiter, e 10 vezes mais forte que a da Terra, pois é improvável que o raio do planeta seja muito maior que o de Júpiter.

## Galeria

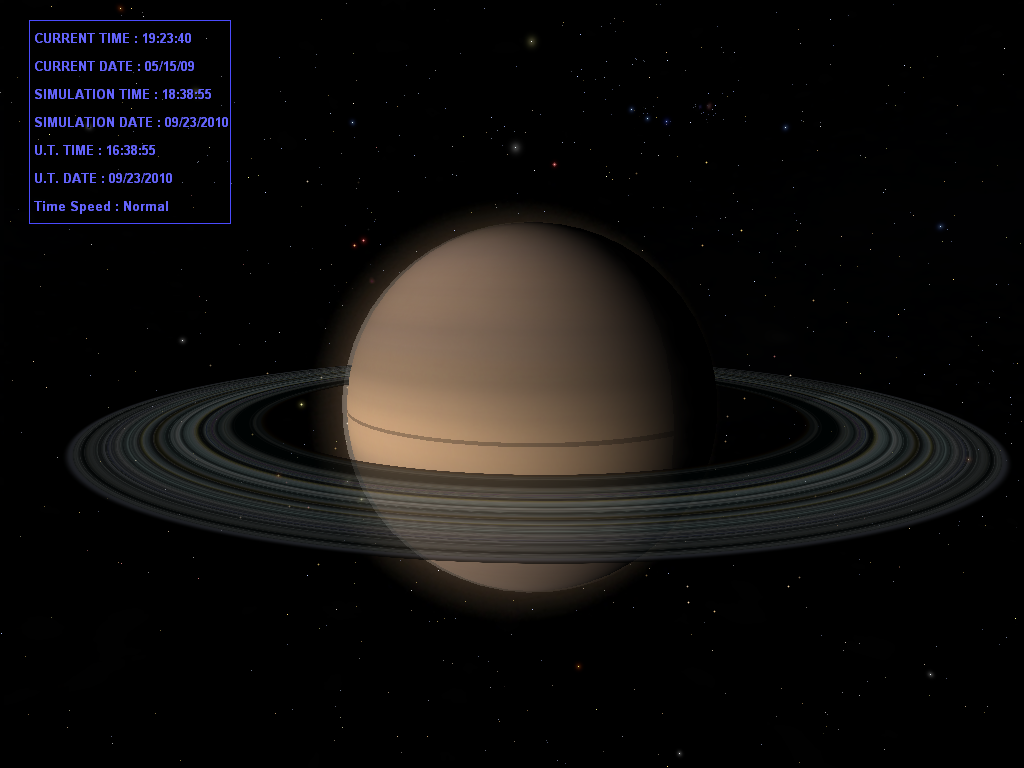
Representação de 55 Cancri d, no programa MPL3D.
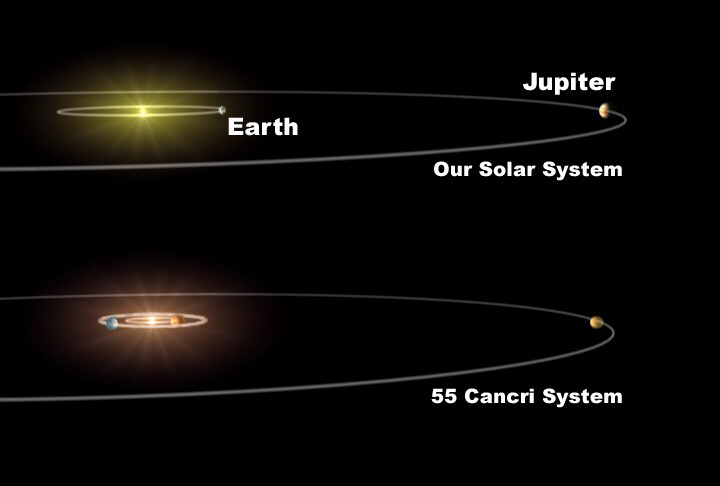
Comparação entre a posição de Júpiter e 55 Cancri d em seus respectivos sistemas.
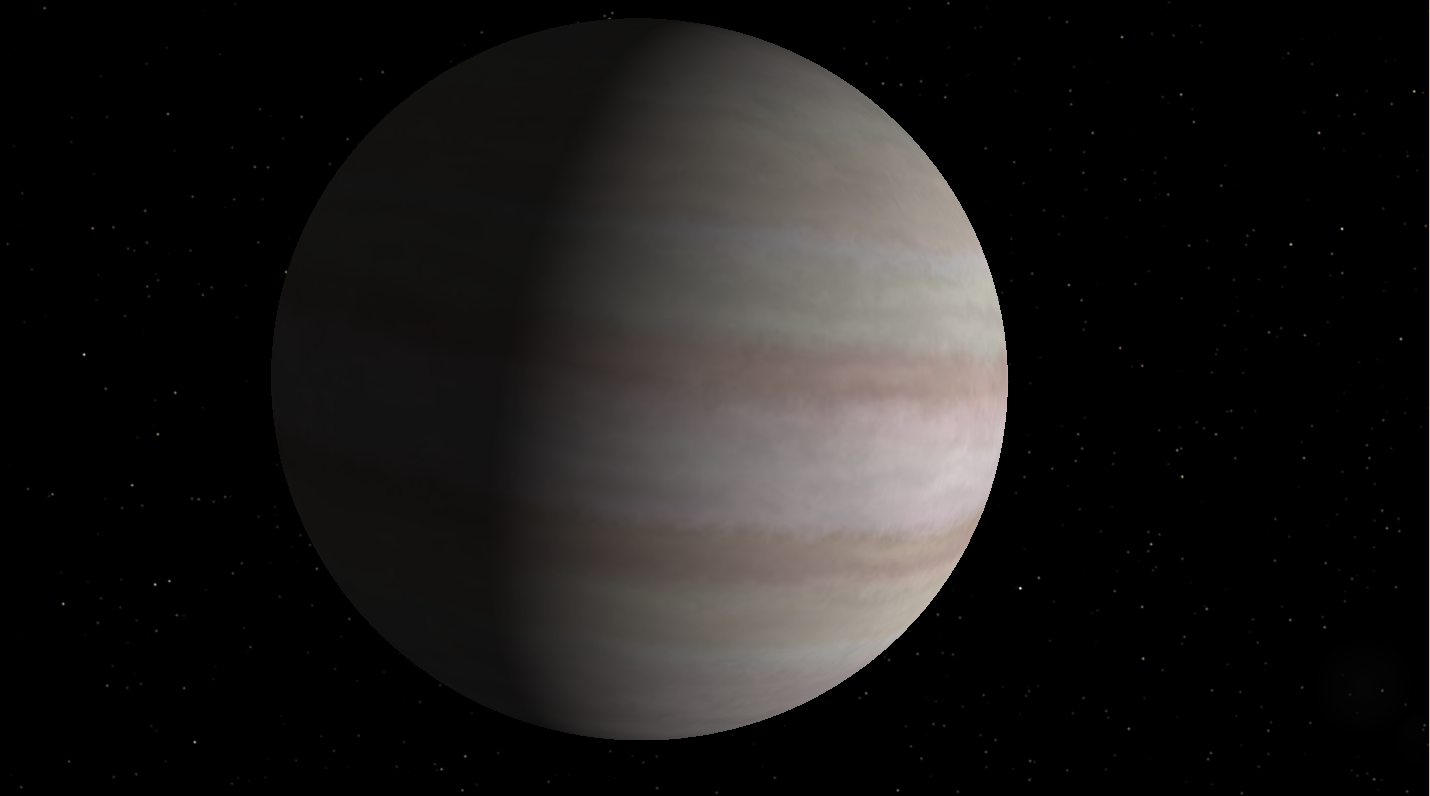
Mudanças temporais na velocidade radial de 55 Cancri causadas pela órbita de 55 Cancri d.
- Representação de 55 Cancri d, no programa Celestia.